# Joan Baptista Viza i Caball
Joan Baptista Viza i Caball (Barcelona, 14 de novembre de 1884 - 1979) fou un advocat, empresari i polític barceloní de filiació carlina.

## Biografia
Va néixer al desaparegut carrer de la Riera de Sant Joan de Barcelona, fill de Joaquim Viza i Martí (1851-1931), natural de Mataró, i de Concepció Caball i Fargas (*-1926), natural de Barcelona.
Llicenciat en dret, empresari del sector de la construcció i de la navegació i financer, va escriure algunes peces de temes socials a El Correo Catalán, del que n'era col·laborador habitual. Estava casat amb Dolores de Molins de Sentmenat.
De 1922 a 1924 fou president de la Joventut del Círculo Tradicionalista de Barcelona, integrat a la Comunió Tradicionalista (sector jaumista), partit pel que fou escollit regidor de l'Ajuntament de Barcelona en 1922. En aquell temps visità el pretendent Don Jaume a París.
En 1931 fou responsable de la Junta Tradicionalista de Catalunya, però el 1935 es va integrar en el Partido Agrario Español. Quan esclatà la guerra civil espanyola va fugir a Burgos, on va treballar a l'Oficina de Premsa del bàndol revoltat, i de la Junta Carlista de Guerra.
A la dècada de 1950 encara col·laborava amb el El Correo Catalán. Fou membre de la Unió de Propietaris de Bellaterra i un dels impulsors el 1972 de la Universitat Autònoma de Barcelona, raó per la qual el 1972 li fou dedicada una avinguda a Cerdanyola del Vallès.
Es va casar amb Maria Dolors de Molins i de Sentmenat (Manila, 1883 - Barcelona, 1965).

## Obres
- Círculo Tradicionalista de Barcelona. Memoria leída por el señor secretario, don Juan Viza, en la reunión general ordinaria celebrada el día 27 de marzo de 1910
- Aspecto político del feminismo. La mujer y el derecho del sufragio (1911)
- De re tradicionalista: comentaris sobre l'estat actual del Partit Tradicionalista Català (1918)
- Orientación tradicionalista en el problema social (1920)
- Los Valors del Tradicionalisme (1922)
- Acabada la propaganda... (1932)
- La Lección de César (1934)
- De acción social (1935)
- Rosa-roja y flor de lis (1936)
- La mochila del soldado: novela de guerra (1937)
- Valorización del descanso (1937)
- Setenta años de aprendizaje (1954)
- Cinco años más... y tres novelas (1960)